# Охтирщина
Охтирщина — у широкому сенсі це разом усі території, які в той чи інший період перебували в адміністративних утвореннях із центром в місті Охтирка. 
Охтирщина — це назва адміністративно-територіальних одиниць, центром яких було місто Охтирка. Охтирщина належить до історико-географічного краю — Слобідська Україна, частково займає Полтавщину, Білгородщину. Історично до Охтирщини відноситься і південно-східна частина Східної Слобожанщини.
Протягом другої половини XVIII – першої половини XX  століть Охтирщина безперервно входила до Харківщини.

## Територіальні формування центром яких було місто Охтирка
- Охтирський слобідський козацький полк (1655—1765 роки).
- Охтирська провінція (1765—1779). Одна з п'ятьох провінцій Слобідсько-Української губернії . Поділялася на п’ять комісарств (Охтирське, Богодухівське, Боромлянське, Котелевське, Краснокутське).
  - Охтирське комісарство (1765—1779). Одне з п'яти комісарств Охтирської провінції.
- Охтирський повіт (1780—1923).Адміністративно-територіальна одиниця Харківського намісництва (1780—1796), другої Слобідсько-Української губернії (1796—1835),  Харківської губернії (1835—1923).
  - Охтирська волость. Адміністративно-територіальна одиниця Охтирського повіту.
- Охтирська округа (1923-1925). Існувала в складі Харківської губернії УСРР.
- Охтирський район (з 1923 року). Адміністративно-територіальна одиниця Сумської області. За часи свого існування підпорядковувалася різним адміністративно-територіальним одиницям: Охтирській окрузі (1923-1925), Харківській окрузі (1925-1930), безпосередньо УРСР (1930-1932), Харківській області (1932-1939), Сумській області (з 1939 по наш час).

## Охтирщина за козацьких часів (XVII ст.- 1765 рік)
Історично Охтирщина, землі Охтирського слобідського козацького полку, значно більше сучасного Охтирського району. Охтирщина включала в себе: сучасні південні райони Сумської області; Богодухівський, Коломацький, Краснокутський райони Харківської області; Котелевський район Полтавської області, а також Грайворонський та Красноярузький райони Білгородської області. Після скасування полкового устрою Слобідської України та утворення Слобідсько-Української у 1765 році, територія полку увійшла до її складу як Охтирська провінція, а з 1780 року як Охтирський повіт.

## Охтирщина у складі Сумської області
При заснуванні Сумської області в 1939 році, частина земель Охтирщини залишилася в Харківській області, частина відійшла до новоутвореної Сумської області.

## Цікаві факти
На третій сесії районної ради 23 (3) скликання від 11 вересня 1998 року затверджено пісню - символ Охтирського району «Моя Охтирщина», музика та слова якої написані В.Л.Кушніровим.